# Kremlin Cup 2008
La Kremlin Cup 2008 è stato un torneo di tennis giocato sul cemento indoor. È stata la 19ª edizione del torneo maschile che fa parte della categoria International Series nell'ambito dell'ATP Tour 2008 e la 13ª del torneo femminile che fa parte della categoria Tier I nell'ambito del WTA Tour 2008. Il torneo si è giocato allo Stadio Olimpico di Mosca, in Russia, dal 6 al 12 ottobre 2008.

## Campioni

### Singolare maschile
Igor' Kunicyn ha battuto in finale  Marat Safin con il punteggio di 7–6(6), 6(4)–7, 6–3

### Singolare femminile
Jelena Janković ha battuto in finale  Vera Zvonarëva con il punteggio di 6–2, 6–4

### Doppio maschile
Serhij Stachovs'kyj /  Potito Starace hanno battuto in finale  Stephen Huss /  Ross Hutchins con il punteggio di 7–6(4), 2–6, 10–6

### Doppio femminile
Nadia Petrova /  Katarina Srebotnik hanno battuto in finale  Cara Black /  Liezel Huber con il punteggio di 6–4, 6–4